# Łyżwiarstwo figurowe na Zimowych Igrzyskach Olimpijskich Młodzieży 2020 – pary taneczne
Łyżwiarstwo figurowe na Zimowych Igrzyskach Olimpijskich Młodzieży 2020 – pary taneczne – rywalizacja w jednej z konkurencji łyżwiarstwa figurowego – parach tanecznych rozgrywanej na Zimowych Igrzyskach Olimpijskich Młodzieży 2020, która odbyła się 11 i 13 stycznia 2020 w hali CIG de Malley.

## Rekordy świata
| Rekordy świata juniorów (GOE±5) na moment rozpoczęcia zawodów (stan na 11 stycznia 2020): | Rekordy świata juniorów (GOE±5) na moment rozpoczęcia zawodów (stan na 11 stycznia 2020): | Rekordy świata juniorów (GOE±5) na moment rozpoczęcia zawodów (stan na 11 stycznia 2020): | Rekordy świata juniorów (GOE±5) na moment rozpoczęcia zawodów (stan na 11 stycznia 2020): | Rekordy świata juniorów (GOE±5) na moment rozpoczęcia zawodów (stan na 11 stycznia 2020): | Rekordy świata juniorów (GOE±5) na moment rozpoczęcia zawodów (stan na 11 stycznia 2020): |
| Konkurencja                                                                               | Segment                                                                                   | Zawodnicy                                                                                 | Punkty                                                                                    | Zawody                                                                                    | Data                                                                                      |
| ----------------------------------------------------------------------------------------- | ----------------------------------------------------------------------------------------- | ----------------------------------------------------------------------------------------- | ----------------------------------------------------------------------------------------- | ----------------------------------------------------------------------------------------- | ----------------------------------------------------------------------------------------- |
| Pary taneczne                                                                             | Nota łączna                                                                               | Marjorie Lajoie / Zachary Lagha                                                           | 176,10                                                                                    | Mistrzostwa świata juniorów 2019                                                          | 9 marca 2019                                                                              |
| Pary taneczne                                                                             | Taniec dowolny                                                                            | Marija Kazakowa / Gieorgij Riewija                                                        | 106,14                                                                                    | Finał Junior Grand Prix 2019                                                              | 7 grudnia 2019                                                                            |
| Pary taneczne                                                                             | Taniec rytmiczny                                                                          | Marjorie Lajoie / Zachary Lagha                                                           | 70,14                                                                                     | Mistrzostwa świata juniorów 2019                                                          | 7 marca 2019                                                                              |

## Wyniki
| Poz. | Zawodnicy                                     | Reprezentacja     | Nota łączna | RD | RD    | FD | FD     |
| ---- | --------------------------------------------- | ----------------- | ----------- | -- | ----- | -- | ------ |
| 01 ! | Irina Chawronina / Dario Cirisano             | Rosja             | 164,63      | 1  | 63,52 | 1  | 101,11 |
| 02 ! | Sofja Tiutiunina / Aleksandr Szusticki        | Rosja             | 159,15      | 2  | 62,64 | 2  | 96,51  |
| 03 ! | Katarina Wolfkostin / Jeffrey Chen            | Stany Zjednoczone | 152,43      | 5  | 57,02 | 3  | 95,41  |
| 4    | Natalie D’Alessandro / Bruce Waddell          | Kanada            | 151,52      | 3  | 59,61 | 5  | 91,91  |
| 5    | Miku Makita / Tyler Gunara                    | Kanada            | 148,89      | 4  | 58,47 | 6  | 90,42  |
| 6    | Utana Yoshida / Shingo Nishiyama              | Japonia           | 148,70      | 6  | 56,38 | 4  | 92,32  |
| 7    | Hanna Czerniawska / Ołeh Muratow              | Ukraina           | 131,61      | 7  | 52,24 | 8  | 79,37  |
| 8    | Denisa Cimlová / Visém Hlavsa                 | Czechy            | 131,03      | 8  | 50,06 | 7  | 80,97  |
| 9    | Giulia Tuba / Andrea Tuba                     | Włochy            | 125,33      | 10 | 47,79 | 9  | 77,54  |
| 10   | Célina Fradji / Jean-Hans Fourneaux           | Francja           | 121,24      | 9  | 49,11 | 10 | 72,13  |
| 11   | Yulia Lebedeva-Bitadze / Mikhail Kaygorodtsev | Gruzja            | 115,65      | 11 | 47,20 | 11 | 68,45  |
| 12   | Gina Zehnder / Beda Leon Sieber               | Szwajcaria        | 96,95       | 12 | 36,10 | 12 | 60,85  |